# Polygonatum × domonense
Polygonatum × domonense là một loài thực vật có hoa lai ghép trong họ Asparagaceae. Loài này được Satake miêu tả khoa học đầu tiên năm 1970.